# Miaoya, Chongqing
Miaoya (kinesiska: 庙垭) är en socken i sydvästra Kina. Den ligger i stadsdistriktet Wulong i storstadsområdet Chongqing, omkring 73 kilometer öster om det centrala stadsdistriktet Yuzhong. Antalet invånare är 8 752. Befolkningen består av 4 308 kvinnor och 4 444 män. Barn under 15 år utgör 18,0 %, vuxna 15-64 år 62 %, och äldre över 65 år 19,0 %.